# Miscellaneous Debris
Miscellaneous Debris è un EP del gruppo statunitense Primus, pubblicato nel 1992 dalla Interscope Records.
L'EP è composto da cinque cover.

## Tracce
1. Intruder (Peter Gabriel) - 4:18
2. Making Plans for Nigel (Colin Moulding) - 3:35
3. Sinister Exaggerator (The Residents) - 3:37
4. Tippi-Toes (The Meters) - 1:16
5. Have a Cigar (Pink Floyd) - 5:29

## Singoli
- Making Plans for Nigel

## Formazione
- Les Claypool - voce, basso
- Larry "Ler" LaLonde - chitarra, sintetizzatore
- Tim "Herb" Alexander - batteria, percussioni